# تمير (جنس)
التمير (الاسم العلمي: Nectarinia)، جنس طيور من فصيلة التميريات. أنواعه التي تنتمي إليه كانت مثيرة للجدل منذ عدة عقود، وفي أواخر القرن العشرين، كان الاتجاه السائد هو تضمينه جميع (النمطية) طيور التميريات. في الآونة الأخيرة، قسم علماء التصنيف التمير إلى ثمانية أجناس: تمير عملاق، تمير برتقالي الصدر، ذو العمامة الزرقاء ذو التاج القلزي، سينيريس (اسم طائر غير معروف، ذكره هسيشيوس الإسكندري)، تمير ذهبي الجناح، وتمير مدرج.
ويحتوي جنس التمير الآن على ستة أنواع:
- Bocage's sunbird, Nectarinia bocagii
- Purple-breasted sunbird, Nectarinia purpureiventris
- Tacazze sunbird, Nectarinia tacazze
- Bronzy sunbird, Nectarinia kilimensis
- Malachite sunbird, Nectarinia famosa
- Scarlet-tufted sunbird, Nectarinia johnstoni